# Grammy Latino de 2022
A 23.ª entrega anual do Grammy Latino foi realizada em 17 de novembro de 2022, na Mandalay Bay Events Center, em Las Vegas, nos Estados Unidos, em homenagem aos melhores trabalhos da música latina lançados entre 1º de junho de 2021 a 31 de maio de 2022. As indicações foram anunciadas em 20 de setembro de 2022.
Em abril de 2022, o cantor e compositor mexicano Marco Antonio Solís foi nomeado Personalidade do Ano da Academia Latina da Gravação. Os cantores e músicos Rosario Flores, Myriam Hernández, Rita Lee, Amanda Miguel e Yordano devem receber o Prêmio de Excelência Musical, enquanto o cantor espanhol Manolo Díaz, o saxofonista cubano Paquito D'Rivera e o baixista mexicano Abraham Laboriel são os ganhadores deste ano do Prêmio de Curadores.

## Vencedores e indicados
As indicações foram anunciadas em 20 de setembro de 2022.

### Prêmios

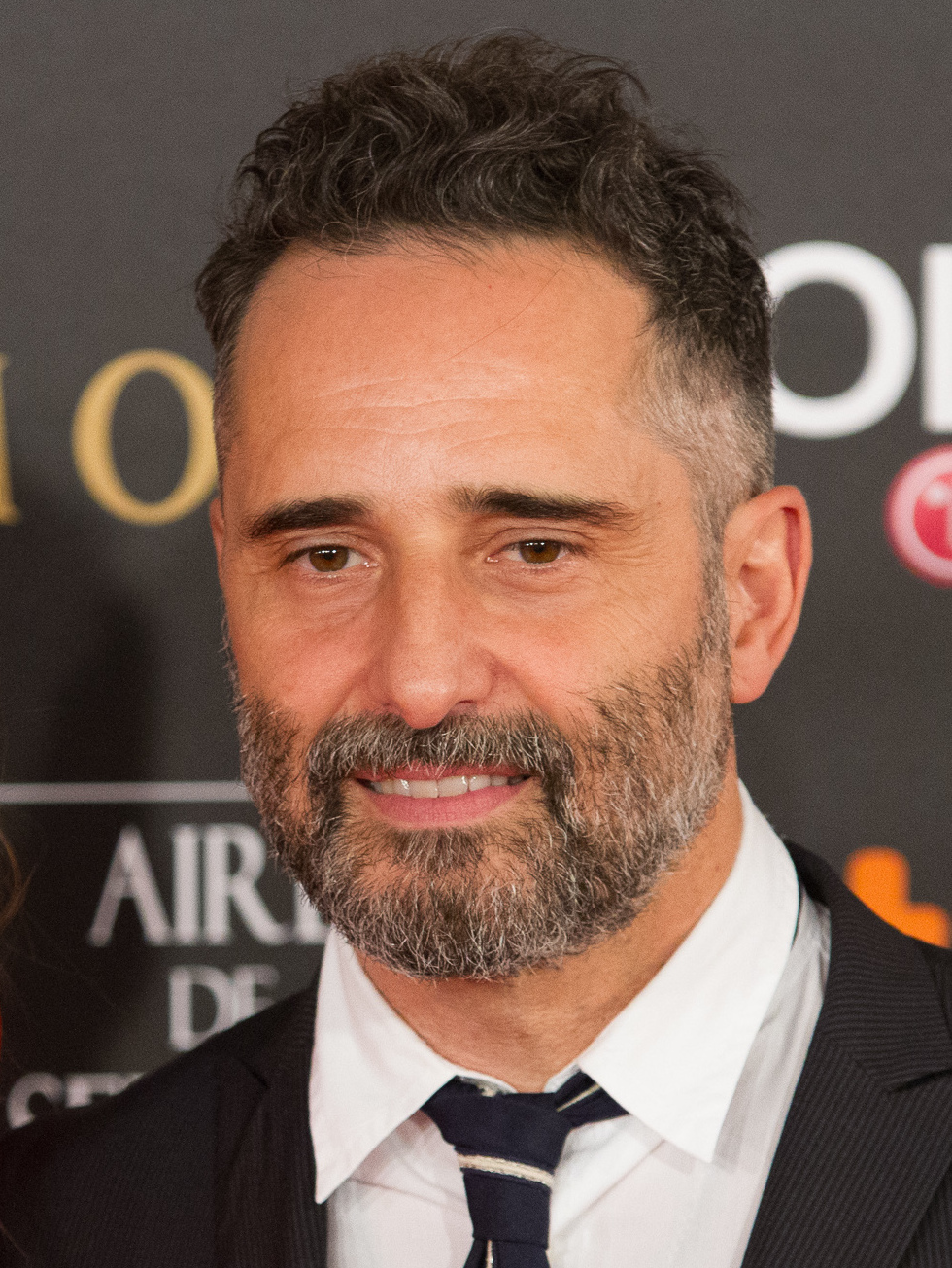
Jorge Drexler, co-vencedor de Gravação do Ano e Canção do Ano

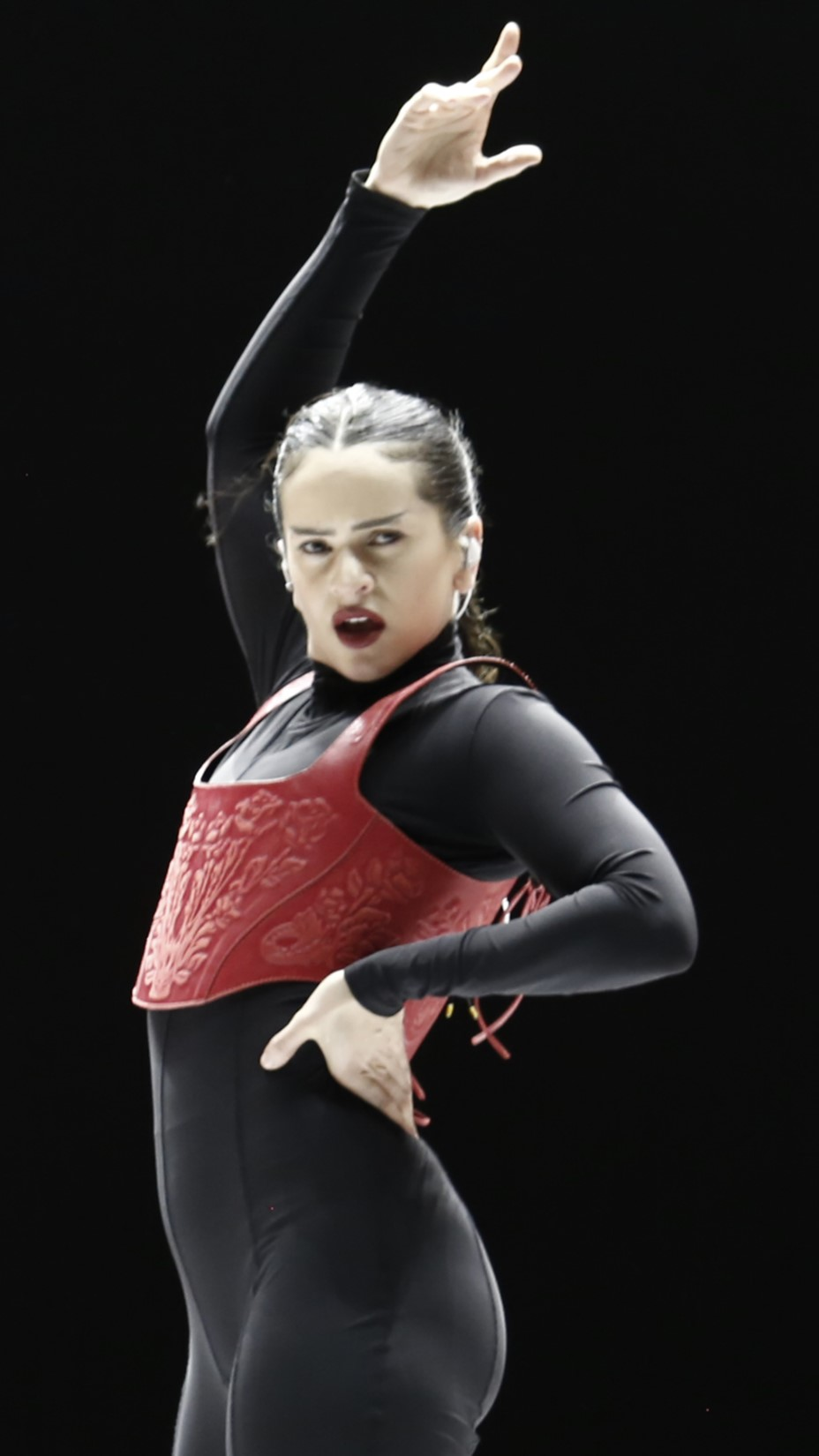
Rosalía, vencedora de Álbum do Ano

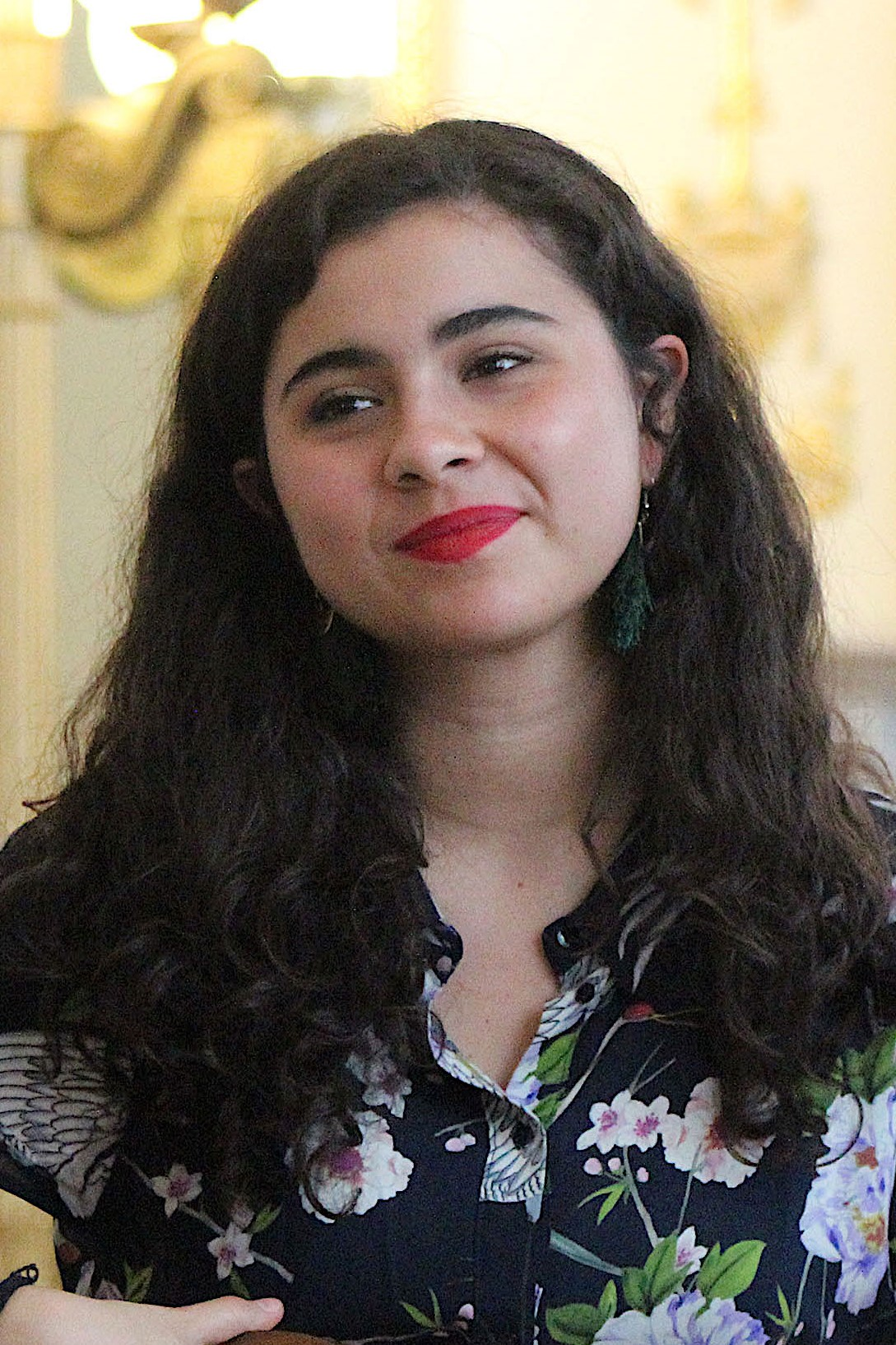
Silvana Estrada, vencedora de Artista Revelação em um empate com Angela Alvarez.

Os vencedores estão listados em primeiro e destacados em negrito.

### Geral
| Gravação do Ano | Álbum do Ano |
| --- | --- |
| - "Tocarte" – Jorge Drexler e C. Tangana - "Pa Mis Muchachas" – Christina Aguilera, Becky G, Nicki Nicole com part. de Nathy Peluso - "Castillos de Arena" – Pablo Alborán - "Envolver" – Anitta - "Pa'lla Voy" – Marc Anthony - "Ojitos Lindos" – Bad Bunny e Bomba Estereo - "Pegao" – Camilo - "Provenza" – Karol G - "Vale la Pena" – Juan Luis Guerra - "La Fama" – Rosalía com part. de The Weeknd - "Te Felicito" – Shakira e Rauw Alejandro - "Baloncito Viejo" – Carlos Vives e Camilo                                 | - Motomami (Digital Album) – Rosalía - Aguilera – Christina Aguilera - Pa'lla Voy – Marc Anthony - Un Verano Sin Ti – Bad Bunny - Deja – Bomba Estéreo - Tinta y Tiempo – Jorge Drexler - Ya No Somos Los Mismos – Elsa y Elmar - Viajante – Fonseca - Sanz – Alejandro Sanz - Dharma – Sebastián Yatra |
| Canção do Ano | Melhor Artista Revelação |
| - "Tocarte" – Jorge Drexler e C. Tangana - "A Veces Bien y a Veces Mal" – Ricky Martin com part. de Reik - "Agua" – Daddy Yankee, Rauw Alejandro e Nile Rodgers - "Algo es Mejor" – Mon Laferte - "Baloncito Viejo" – Carlos Vives e Camilo - "Besos en la Frente" – Fonseca - "Encontrarme" – Carla Morrison - "Hentai" – Rosalía - "Índigo" – Camilo e Evaluna Montaner - "Pa Mis Muchachas" – Christina Aguilera, Nicki Nicole, Becky G com part. de Nathy Peluso - "Provenza" – Karol G - "Tacones Rojos" – Sebastián Yatra | - Angela Alvarez (Empate) - Silvana Estrada (Empate) - Sofía Campos - Cande y Paulo - Clarissa - Pol Granch - Nabález - Tiare - Vale - Yahritza y su Esencia - Nicole Zignago |

### Pop
| Melhor Álbum Pop Vocal | Melhor Álbum Pop Vocal Tradicional                                                                                                   |
| --- | --- |
| - Dharma – Sebastián Yatra - Ya No Somos Los Mismos – Elsa y Elmar - Amor Que Merecemos – Kany García - Clichés – Jesse & Joy - El Renacimiento – Carla Morrison                                                           | - Aguilera – Christina Aguilera - Viajante – Fonseca - Filarmónico 20 Años – Marta Gómez - La Vida – Kurt - Frecuencia – Sin Bandera |
| Melhor Canção Pop | |
| - "La Guerrilla de la Concordia" – Jorge Drexler (Empate) - "Tacones Rojos" – Sebastián Yatra (Empate) - "Baloncito Viejo" – Carlos Vives e Camilo - "Besos en la Frente" – Fonseca - "Índigo" – Camilo e Evaluna Montaner | |

### Urbana
| Melhor Fusão/Interpretação Urbana | Melhor Interpretação de Reggaeton |
| --- | --- |
| - "Tití Me Preguntó" – Bad Bunny - "Pa Mis Muchachas" – Christina Aguilera, Nicki Nicole, Becky G com part. de Nathy Peluso - "Santo" – Christina Aguilera e Ozuna - "Volví" – Bad Bunny e Aventura - "This is Not America" – Residente com part. de Ibeyi | - "Lo Siento BB:/" – Tainy, Bad Bunny e Julieta Venegas - "Desesperados" – Rauw Alejandro e Chencho Corleone - "Envolver" – Anitta - "Yonaguni" – Bad Bunny - "Nicky Jam: Bzrp Music Sessions, Vol. 41" – Bizarrap e Nicky Jam |
| Melhor Álbum de Música Urbana | Melhor Canção Rap/Hip Hop |
| - Un Verano Sin Ti – Bad Bunny - Respira – Akapellah - Trap Cake Vol. 2 – Rauw Alejandro - Los Favoritos 2.5 – Arcángel - Animal – María Becerra | - "De Museo" – Bad Bunny - "Amor" – Akapellah - "Dance Crip" – Trueno - "El Gran Robo, Pt. 2" – Lito MC Cassidy & Daddy Yankee - "Freestyle 15" – Farina                                                                       |
| Melhor Canção Urbana | |
| - "Tití Me Preguntó" – Bad Bunny - "Desesperados" – Rauw Alejandro e Chencho Corleone - "Lo Siento BB:/" – Tainy, Bad Bunny e Julieta Venegas - "Mamiii" – Becky G e Karol G - "Ojos Rojos" – Nicky Jam                                                    | |

### Rock
| Melhor Álbum de Rock | Melhor Canção de Rock |
| --- | --- |
| - Unas Vacaciones Raras – Él Mató a un Policía Motorizado - Mojigata – Marilina Bertoldi - Cada Vez Cadáver – Fito & Fitipaldis - 1021 – La Gusana Ciega - RPDF – Whiplash | - "Lo Mejor de Nuestras Vidas" – Fito Páez - "Día Mil" – Eruca Sativa - "Esperando una Señal" – Bunbury - "Finisterre" – Vetusta Morla - "No Olvidamos" – Molotov - "Que Se Mejoren" – Wos |
| Melhor Álbum Pop/Rock | Melhor Canção Pop/Rock |
| - Los Años Salvajes – Fito Páez - Trinchera – Babasónicos - Monstruos – Bruses - La Dirección – Conociendo Rusia - Cable a Tierra – Vetusta Morla                          | - "Babel" – Carlos Vives e Fito Páez - "Arrancarmelo" – Wos - "Bye Bye" – Babasónicos - "Disfraz" – Conociendo Rusia - "Qué Voy a Hacer Conmigo??" – Elsa y Elmar                          |

### Alternativa
| Melhor Álbum de Música Alternativa | Melhor Canção Alternativa |
| --- | --- |
| - Motomami (Digital Album) – Rosalía - The Sacred Leaf – Afro-Andean Funk - Kick II – Arca - Deja – Bomba Estéreo - El Disko – Ca7riel | - "El Día que Estrenaste el Mundo" – Jorge Drexler - "Bad Bitch" – Ca7riel - "00:00" – Siddhartha - "Conexión Total" – Bomba Estéreo e Yemi Alade - "Culpa" – Wos com part. de Ricardo Mollo - "Hentai" – Rosalía |

### Tropical
| Melhor Álbum de Salsa | Melhor Álbum de Cumbia/Vallenato |
| --- | --- |
| - Pa'lla Voy – Marc Anthony - Será Que Se Acabó – Alexander Abreu e Havana D'Primera - Luis Figueroa – Luis Figueroa - Y Te lo Dice... – Luisito Ayala e La Puerto Rican Power - Lado A Lado B – Víctor Manuelle | - Feliz Aniversario – Jean Carlos Centeno e Ronal Urbina - Clásicos de Mi Cumbia – Checo Acosta - Quiero Verte Feliz – La Santa Cecilia - El de Siempre – Felipe Peláez - Yo Soy Colombia – Zona 8 R e Rolando Ochoa                                            |
| Melhor Álbum Merengue/Bachata | Melhor Álbum Tropical Tradicional |
| - Entre Mar y Palmeras – Juan Luis Guerra - Este Soy Yo – Héctor Acosta "El Torito" - Multitudes – Elvis Crespo - Resistirá – Milly Quezada - Tañon Pal' Combo es lo que Hay – Olga Tañón                        | - Gonzalo Rubalcaba y Aymée Nuviola Live in Marciac – Gonzalo Rubalcaba e Aymée Nuviola - Café con Cariño – Renesito Avich - Chabuco Desde el Teatro Colón de Bogotá – Chabuco - Gran Combo Pa' Rato – Septeto Nacional Ignacio Piñeiro - Canten – Leoni Torres |
| Melhor Álbum Tropical Contemporâneo | Melhor Canção Tropical |
| - Cumbiana II – Carlos Vives - El Mundo está Loco – Jorge Luis Chacín - De Menor a Mayor – Gente de Zona - All Inclusive – Marissa Mur - Tropico – Pavel Núñez                                                   | - "Mala" – Marc Anthony - "Agüita e Coco" – Kany García - "El Malecón vió el Final" – Amaury Gutiérrez - "El Parrandero (Masters en Parranda)" – Carlos Vives, Sin Ánimo De Lucro, JBot e Tuti - "Fiesta Contigo" – Luis Figueroa                               |

### Cantor-Compositor
| Melhor Álbum Cantor Compositor |
| --- |
| - Tinta y tiempo – Jorge Drexler - Malvadisco – Caloncho - Agendas Vencidas – El David Aguilar - Marchita – Silvana Estrada - En lo Que Llega la Primavera – Alex Ferreira - El Viaje – Pedro Guerra |

### Regional Mexicano
| Melhor Álbum de Música Ranchera/Mariachi | Melhor Álbum de Música Banda |
| --- | --- |
| - EP #1 Forajido – Christian Nodal - Mexicana Enamorada – Ángela Aguilar - Mi Herencia, Mi Sangre – Majo Aguilar - 40 Aniversario Embajadores del Mariachi – Mariachi Sol de Mexico de José Hernández - Qué Ganas de Verte (Deluxe) – Marco Antonio Solís                                                                                     | - Abeja Reina – Chiquis - Esta Vida es Muy Bonita – Banda El Recodo de Cruz Lizárraga - Va de Nuevo – Banda Fortuna - Me Siento a Todo Dar – Banda Los Recoditos - Sin Miedo al Éxito (Deluxe) – Banda Los Sebastianes |
| Melhor Álbum de Música Tejana | Melhor Álbum de Música Nortenha |
| - Para Que Baile Mi Puelo – Bobby Pulido - Despreciado – El Plan - Camino al Progreso – Grupo Álamo - Una Ilusión – Isabel Marie - Dime Cómo se Siente – Destiny Navaira | - La Reunión (Deluxe) – Los Tigres del Norte - Bienvenida la Vida – Bronco - Corridos Felones (Serie35) – Los Tucanes de Tijuana - Esta se Acompañas con Cerveza – Pesado - Obsessed – Yahritza y Su Esencia           |
| Melhor Canção Regional | |
| - "Como lo Hice Yo" – Matisse e Carin León - "Ahpi Donde Me Ven" – Ángela Aguilar - "Cada Quien" – Grupo Firme e Maluma - "Chale" – Eden Muñoz - "Cuando Me Dé la Gana" – Christina Aguilera e Christian Nodal - "Nunca te Voy a Olvidar" – Mireya com part. de Flor de Toloache, Roman Rojas & Jorge Glem - "Vivo en el 6" – Christian Nodal | |

### Instrumental
| Melhor Álbum Instrumental |
| --- |
| - Maxixe Samba Groove – Hamilton de Holanda - Back to 4 – C4 Trío - Gerry Weil Sinfónico – Gerry Weil e Orquesta Sinfónica Simón Bolívar - Ofrenda – Grupo Raíces de Venezuela - Ella – Daniela Padrón e Glenda Del E |

### Tradicional
| Melhor Álbum de Música Folclórica | Melhor Álbum de Tango |
| --- | --- |
| - Ancestro Sinfónico – Sintesis, X Alfonso e Eme Alfonso - La Tierra Llora – Paulina Aguirre - Quédate en Casa – Eva Ayllón - Flor y Raíz – Pedro Aznar - Palabras Urgentes – Susana Baca - Un Canto por México - El Musical – Natalia Lafourcade - Bendiciones – Sandra Mihanovich | - Horacio Salgán Piano Transcriptions – Pablo Estigarribia - Alma Vieja – Los Tangueros del Oeste - Tango – Ricardo Montaner - Milonguero – Pablo Motta Ensamble com part. de Franco Luciani - Tango de Nuevos Ayres – Mariana Quinteros - Spinettango – Spinettango |
| Melhor Álbum de Música Flamenca | |
| - Libres – Las Migas - Orgánica – Carmen Doorá - Leo – Estrella Morente - El Cante – Kiki Morente - Ranchera Flamenca – María Toledo | |

### Jazz
| Melhor Álbum de Jazz Latino/Jazz |
| --- |
| - Mirror Mirror – Eliane Elias, Chick Corea e Chucho Valdés - Jobim Forever – Antonio Adolfo - #Cubanamerican – Martin Bejerano - Chabem – Chano Domínguez, Rubem Dantas e Hamilton de Holanda |

### Cristã
| Melhor Álbum de Música Cristã (Língua Espanhola) | Melhor Álbum de Música Cristã (Língua Portuguesa)                                                                                               |
| --- | --- |
| - Viviré – Marcos Witt - Ya Llegó la Primavera – Aroddy - Alfa y Omega – Athenas - ¿Quién Dijo Miedo? (Live) – Gilberto Daza - ¿Cómo Me Ves? – Jesús Adrián Romero | - Laboratório do Groove – Eli Soares - Antes da Terapia – Asaph - O Samba e o Amor – Antônio Cirilo - Epifania – Clovis - És Tudo – Bruna Karla |

### Língua Portuguesa
| Melhor Álbum de Pop Contemporâneo em Língua Portuguesa | Melhor Álbum de Rock ou Música Alternativa em Língua Portuguesa |
| --- | --- |
| - Sim Sim Sim – Bala Desejo - Pra Gente Acordar – Gilsons - Pirata – Jão - De Primeira – Marina Sena - Doce 22 – Luísa Sonza | - O futuro pertence à... Jovem Guarda – Erasmo Carlos - QVVJFA? – Baco Exu do Blues - Sobre Viver – Criolo - Memórias (De Onde eu Nunca Fui) – Lagum - Delta Estácio Blues – Juçara Marçal |
| Melhor Álbum de Samba/Pagode | Melhor Álbum de Música Popular Brasileira |
| - Numanice #2 – Ludmilla - Bons Ventos – Nego Alvaro - Mistura Homogênea – Martinho da Vila - Desengaiola – Alfredo Del-Penho, João Cavalcanti, Moyseis Marques e Pedro Miranda - Céu Lilás – Péricles                                             | - Indigo Borboleta Anil – Liniker - Pomares – Chico Chico - Síntese do Lance – João Donato e Jards Macalé - Nu Com a Minha Música – Ney Matogrosso - Portas – Marisa Monte - Meu Coco – Caetano Veloso |
| Melhor Álbum de Música Sertaneja | Melhor Álbum de Música de Raízes em Língua Portuguesa |
| - Chitãozinho & Xororó Legado – Chitãozinho & Xororó - Agropoc – Gabeu - Expectativa x Realidade – Matheus & Kauan - Patroas 35% – Marília Mendonça e Maiara & Maraísa - Natural – Lauana Prado                                                    | - Senhora Estrada – Alceu Valença - Afrocanto as Nações – Mateus Aleluia - Na Estrada (Ao Vivo) – Banda de Pau e Corda com part. de Quinteto Violado - Remelexo Bom – Luiz Caldas - Belo Chico – Targino Gondim, Nilton Freittas e Roberto Malvezzi - Senhora das Folhas – Áurea Martins - Oríki – Iara Rennó |
| Melhor Canção em Língua Portuguesa | |
| - "Vento Sardo" – Marisa Monte com part. de Jorge Drexler - "Baby 85" – Liniker - "Idiota" – Jão - "Me Corte Na Boca Do Céu a Morte Não Pede" – Criolo com part. de Milton Nascimento - "Meu Coco" – Caetano Veloso - "Por Supuesto" – Marina Sena | |

### Infantil
| Melhor Álbum Infantil Latino |
| --- |
| - A la Fiesta de la Música Vamos Todos – Sophia - Marakei – Claraluna - Danilo & Chapis, Vol. 2 – Danilo & Chapis - Tarde de Juegos – Mi Casa Es Tu Casa - La Sinfonía de los Bichos Raros – Puerto Candelaria |

### Clássica
| Melhor Álbum de Música Clássica | Melhor Obra/Composição Clássica Contemporânea |
| --- | --- |
| - Legado – Berta Rojas - Brujos – Orquesta Sinfónica de Heredia - El Ruido del Agua – Eddie Mora - Erika Ribeiro - Ígor Stravinsky, Sofia Gubaidúlina e Hermeto Pascoal – Erika Ribeiro - Villa-Lobos: Complete Violin Sonatas – Emmanuele Baldini, Pablo Rossi & Heitor Villa-Lobos | - "Anido's Portrait: I. Chararera" – Berta Rojas - "Adagio for Strings, A Mother's Love" – Juan Arboleda - "Aurora" – Houston Symphony Orchestra com part. de Andrés Orozco-Estrada (condutor) e Leticia Moreno (solista) - "Canauê, for Orchestra" – Dimitri Cervo - "Cuatro Haikus" – Orquesta Sinfónica de Heredia com part. de José Arturo Chacón |

### Arranjo
| Melhor Arranjo |
| --- |
| - "El Plan Maestro" – Jorge Drexler - "Llévatela" – Armando Manzanero e Eje Ejecutantes de México - "Son de la Loma" – Dani Barón - "Adoro" – Alondra de la Parra e Buika - "Cucurrucucú Paloma" – Alondra de la Parra e Pitingo |

### Projeto Gráfico
| Melhor Projecto Gráfico de um Álbum |
| --- |
| - Motomami (Digital Album) – Rosalía - Ancestras – Petrona Martinez - Bailaora - Mis Pies Son Mi Voz – Siudy Garrido com part. de Ismael Fernandez, Manuel Gago, Jose Luis Rodriguez e Adolfo Herrera - Cuano Te Muerdes el Labio (Edición Cerámica) – Leiva - Feira Livre – Bananeira Brass Band |

### Produção
| Melhor Álbum de Engenharia de Gravação | Produtor do Ano                                                             |
| --- | --------------------------------------------------------------------------- |
| - Motomami (Digital Album) – Rosalía - Dentro da Matrix – Érico Moreira - Indigo Borboleta Anil – Liniker - Jobim Forever – Antonio Adolfo - Ya No Somos Los Mismos – Elsa y Elmar | - Julio Reyes Copello - Edgar Barrera - Eduardo Cabra - Nico Cotton - Tainy |

### Vídeo Musical
| Melhor Vídeo Musical Versão Curta | Melhor Video Musical Versão Longa |
| --- | --- |
| - "This is Not America" – Residente com part. de Ibeyi, Lisa-Kaindé Diaz e Naomi Diaz - "Mía" – Cami - "A Carta Cabal" – Guitarricadelafuente - "Hentai" – Rosalía - "Nadie" – Sin Bandera - "Tocarte" – Jorge Drexler e C. Tangana | - Hasta la Raíz: El Documental – Natalia Lafourcade - Bailaora - Mis Pies Son Mi Voz – Siudy Garrido - Motomami (Rosalía Tiktok Live Performance) – Rosalía - Romeo Santos: King of Bachata – Romeo Santos - Matria – Vetusta Morla |